# Florence Gill
Pour les articles homonymes, voir Gill.
Florence Gill (27 juillet 1877, Londres, Royaume-Uni - 19 février 1965, Woodland Hills, Los Angeles, Californie, États-Unis) est une actrice américaine d'origine britannique. Elle est surtout connue pour ses rôles vocaux de gallinacés dans des courts métrages d'animation produits par les studios Disney.

## Biographie
Sa première participation à un court métrage de Disney semble être Les Petits Lapins joyeux (1934).
On peut la voir dans une séquence d'enregistrements du personnage de Clara Cluck pour le court métrage Mickey bienfaiteur (1941) dans Le Dragon récalcitrant (1941), en "compagnie" de Clarence Nash, la première voix de Donald Duck.
Elle est décédée en 1965 d'artériosclérose.

## Filmographie
- 1933 : Dora's Dunking Doughnuts chanteuse dans un programme radio
- 1934 : Les Petits Lapins joyeux (Funny Little Bunnies) : poules
- 1934 : Une petite poule avisée (The Wise Little Hen) : voix de la poule avisée
- 1934 : Le Gala des orphelins (Orphan's Benefit) : voix de Clara Cluck
- 1935 : Every Night at Eight : poule chantant
- 1935 : Welcome Home de James Tinling : chanteuse
- 1935 : Here Comes the Band : Mrs. Ella Sacks - poule chantant
- 1935 : À travers l'orage (Way Down East) : femme en kilt
- 1936 : Mickey's Grand Opera : Clara Cluck
- 1936 : Papa Pluto (Mother Pluto) : la poule
- 1937 : Larceny on the Air (en) d'Irving Pichel : Spinster
- 1937 : Amateurs de Mickey (Mickey's Amateurs) : Clara Cluck
- 1937 : Mountain Music (en) de Robert Florey
- 1937 : Ever Since Eve : Annie, la femme de ménage
- 1937 : She Had to Eat : chanteuse
- 1937 : Monsieur Dodd prend l'air (Mr. Dodd Takes the Air) d'Alfred E. Green : Miss Carrie Bowers
- 1938 : Le Sang-froid de Donald (Commando Duck) : poule
- 1938 : La Chasse au renard (The Fox Hunt) : Clara Cluck
- 1941 : La Poule aux œufs d'or (Golden Eggs) : les poules
- 1941 : Mickey bienfaiteur (Orphan's Benefit) : Clara Cluck
- 1941 : Le Dragon récalcitrant (The Reluctant Dragon) : elle-même
- 1942 : À nous la marine : la vieille femme voulant voir les chevaux
- 1942 : Obliging Young Lady : Miss Hollyrod et poulets
- 1942 : L'Anniversaire de Mickey (Mickey's Birthday Party) : Clara Cluck
- 1942 : L'Escadrille des aigles (Eagle Squadron) : Cockney
- 1942 : Ma femme est une sorcière (I married a witch) : joueuse d'échec
- 1943 : Petit Poulet (Chicken Little) : poule
- 1944 : L'Œuf du condor géant (Contrary Condor) : condors